# Sidi Daho des Zairs
Sidi Daho des Zairs (în arabă سيدي دحو الزاير) este o comună din provincia Sidi Bel Abbès, Algeria.
Populația comunei este de 5.033 de locuitori (2008).